# انگم شکری
انگم شکری (نام علمی: Eucalyptus cladocalyx) نام یک گونه از سرده اکالیپتوس است.